# 熊本平野

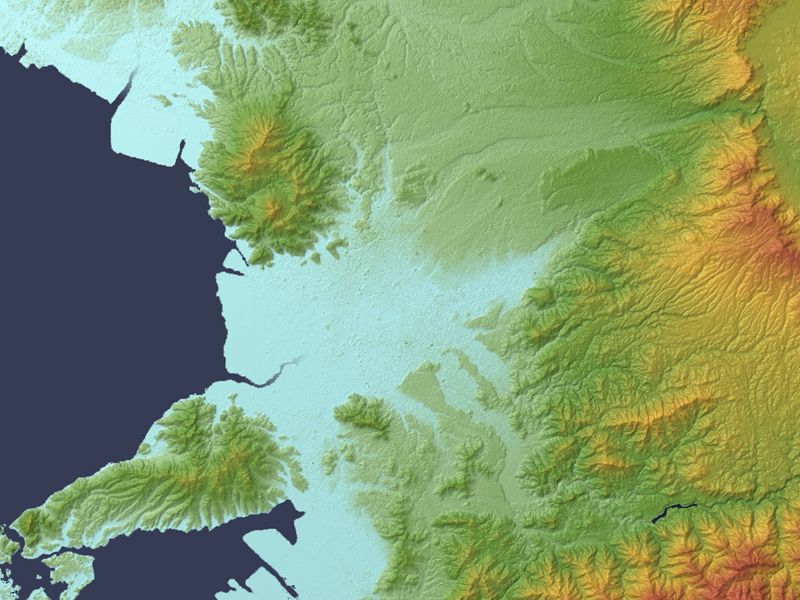
熊本平野周辺の地形図

熊本平野（くまもとへいや）は、広義には阿蘇外輪山西麓から有明海までの東西約30km、宇土半島から菊池盆地までの南北約25kmに広がる平野。広さ約775平方キロメートルで九州第二の面積を有する。
広義の熊本平野は、白川とその南を西流する緑川により形成された沖積低地である狭義の熊本平野と、阿蘇山の火砕流堆積物で形成される沖積台地である肥後台地に分けられる。

## 概要
沖積低地としての狭義の熊本平野は八景水谷湧水と江津湖湧水帯を結ぶ線より西側に広がる。白川沿いには部分的に扇状地が発達し、その一部は熊本市街地となっており、その他は低平地で主に水田地帯となっている。
この平野内には、国道3号が熊本市から宇土市まで南北に縦貫している。国道57号熊本東バイパスが熊本市の東西を横断している。九州新幹線と鹿児島本線は平野内を南北に貫き、九州自動車道も南北に縦貫している。

## 平野の主な河川
- 白川 - 白川水系の本流である。
- 緑川 - 緑川水系の本流である。
  - 御船川
  - 加勢川
    - 藻器堀川
    - 健軍川 - 江津湖に注ぐ河川である。
    - 木山川
      - 赤井川

    - 秋津川
    - 矢形川

  - 天明新川
  - 浜戸川
- 坪井川 - 坪井川水系の本流である。
  - 堀川
  - 万石川
    - 兎谷川

  - 井芹川 - 熊本市北区植木町から上流は、鐙田川（あぶみだがわ）に変わる。
    - 西谷川
      - 立福寺川

    - 西浦川
    - 麹川
    - 谷尾崎川
    - 平川

  - 荒谷川
  - 松尾川

## 平野周辺の主な山
- 金峰山（665メートル）
- 熊ノ岳（685メートル）
- 三ノ岳（681メートル）
- 権現山（273メートル）
- 荒尾山（445メートル）
- 小萩山（415メートル）
- 雁回山（314メートル）
- 船野山（308メートル）
- 飯田山（431メートル）

## 関連自治体
- 熊本市
  - 北区
  - 中央区
  - 東区
  - 西区
  - 南区
- 宇土市
- 合志市
- 菊池市
- 菊池郡
  - 菊陽町
  - 大津町
- 上益城郡
  - 益城町
  - 嘉島町
  - 御船町
  - 甲佐町

## 平野の観光地
- 熊本城
- 水前寺成趣園
- 江津湖

## 平野の主要な施設
- 熊本県庁
- 熊本市役所
- 熊本桜町バスターミナル
- 熊本空港
- くまもと森都心
- パークドーム熊本
- アクアドームくまもと
- 熊本産業展示場（グランメッセ熊本）
- びぷれす熊日会館
- イオンモール熊本

## 参考資料
- 『熊本県の地理』浅香幸雄 1964年